# Зона 1 (район Милана)

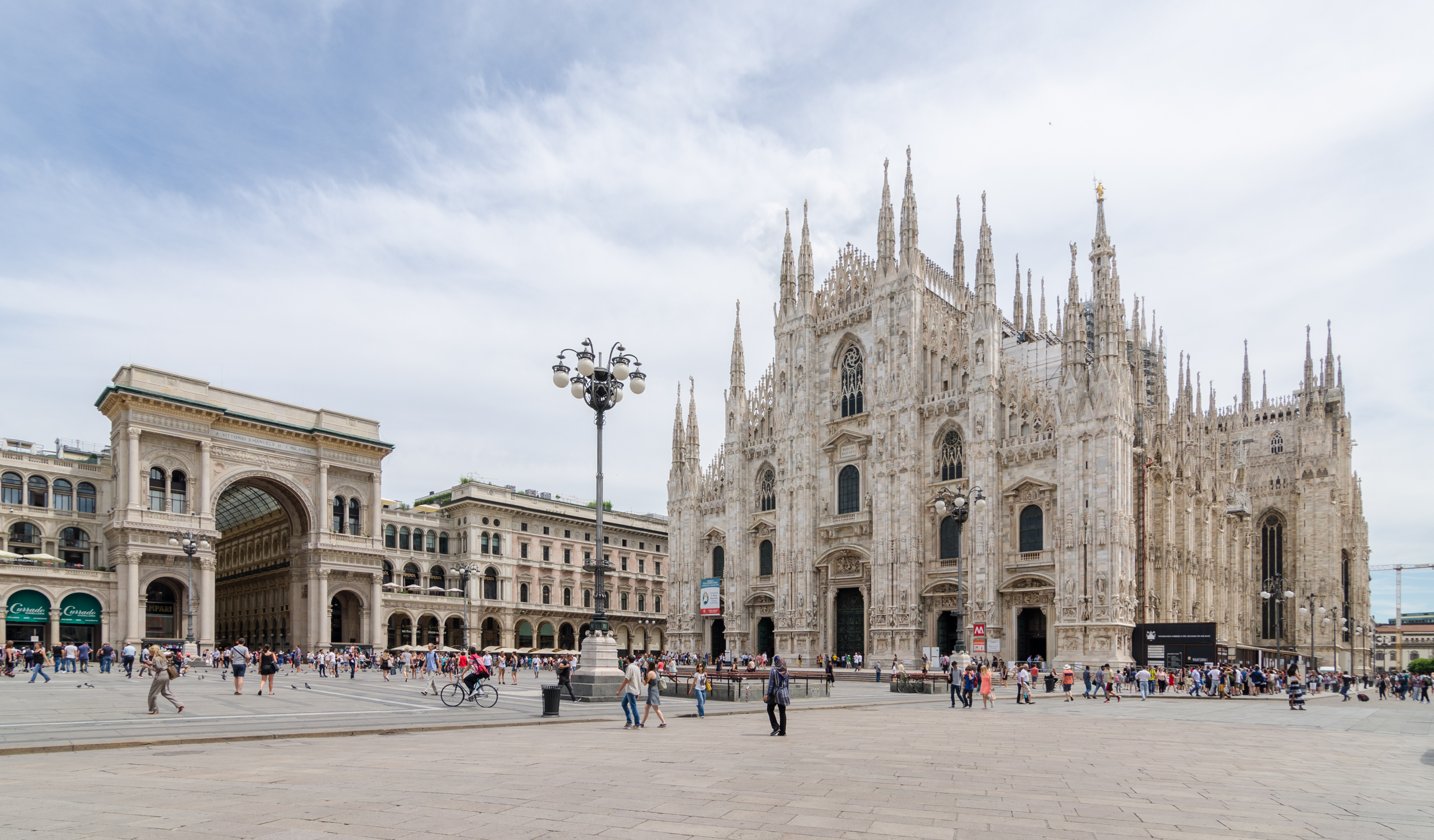
Пьяцца дель Дуомо (Соборная площадь)

Зона 1 (Исторический центр) — одна из девяти зон (городских районов) Милана.

## Описание
Территория включает в себя весь исторический центр Милана, Соборную площадь (Пьяцца дель Дуомо), кольцо крепостных валов. Постоянное население района — 97 231 человек, согласно данным, предоставленным мэрией Милана по состоянию на 31 декабря 2010 года.

## Внутреннее деление
Зона 1 включает в себя следующие кварталы: Пьяцца дель Дуомо (Соборная площадь), Аллея Беатриче д’Эсте, Брера, Сан Марко, Порта Тичинезе, Квадрат моды, Порта Теналья, Гвасталла, Конка дель Навильо.
Исторический центр Милана ранее был разделён на 6 кварталов (sestieri).

## Достопримечательности
- Пьяцца дель Дуомо (Соборная площадь) и Миланский собор;
- Виа Монтенаполеоне — улица, где находится большое количество бутиков высокой моды, что делает её одной из самых дорогих улиц в мире;
- Аллея Беатриче д’Эсте — древний исторический большой бульварный проспект, окружающий город Милан, который также включает в себя виалу Луиджи Майно, виалу Регину Маргерита, виалу Бьянка Мария, бастион-ди-Порта Венеция, с известными памятниками, такими как Стены Милана или дизайнерские дворцы 1950-х годов;
- Парк Семпионе — главный парк в центре города;
- Брера — исторический квартал с одноимённой пинакотекой.

## Транспорт
Станции Миланского метро:
- Линия M1: Cadorna, Cairoli, Cordusio, Дуомо , Palestro, Porta Venezia и San Babila.
- Линия M2: Cadorna, Lanza, Moscova, Sant’Agostino и Sant’Ambrogio.
- Линия M3: Crocetta, Duomo, Missori, Montenapoleone, Porta Romana и Турати.

Железнодорожные станции:
- Cadorna.

## Парки и сады
- Парк Семпионе
- Сад Индро Монтанелли[итал.]
- Парк Базилик[итал.]
- Пейзажный парк возле Вилла Реале
- Сад Перего[итал.]
- Сады Гвасталла[итал.]